# Mortes em outubro de 2011
Mortes em 2011: ← Janeiro – Fevereiro – Março – Abril – Maio – Junho – Julho – Agosto – Setembro – Outubro – Novembro – Dezembro →
Esta é uma relação de pessoas notáveis que morreram durante o mês de outubro de 2011, listando nome, nacionalidade, ocupação e ano de nascimento. 

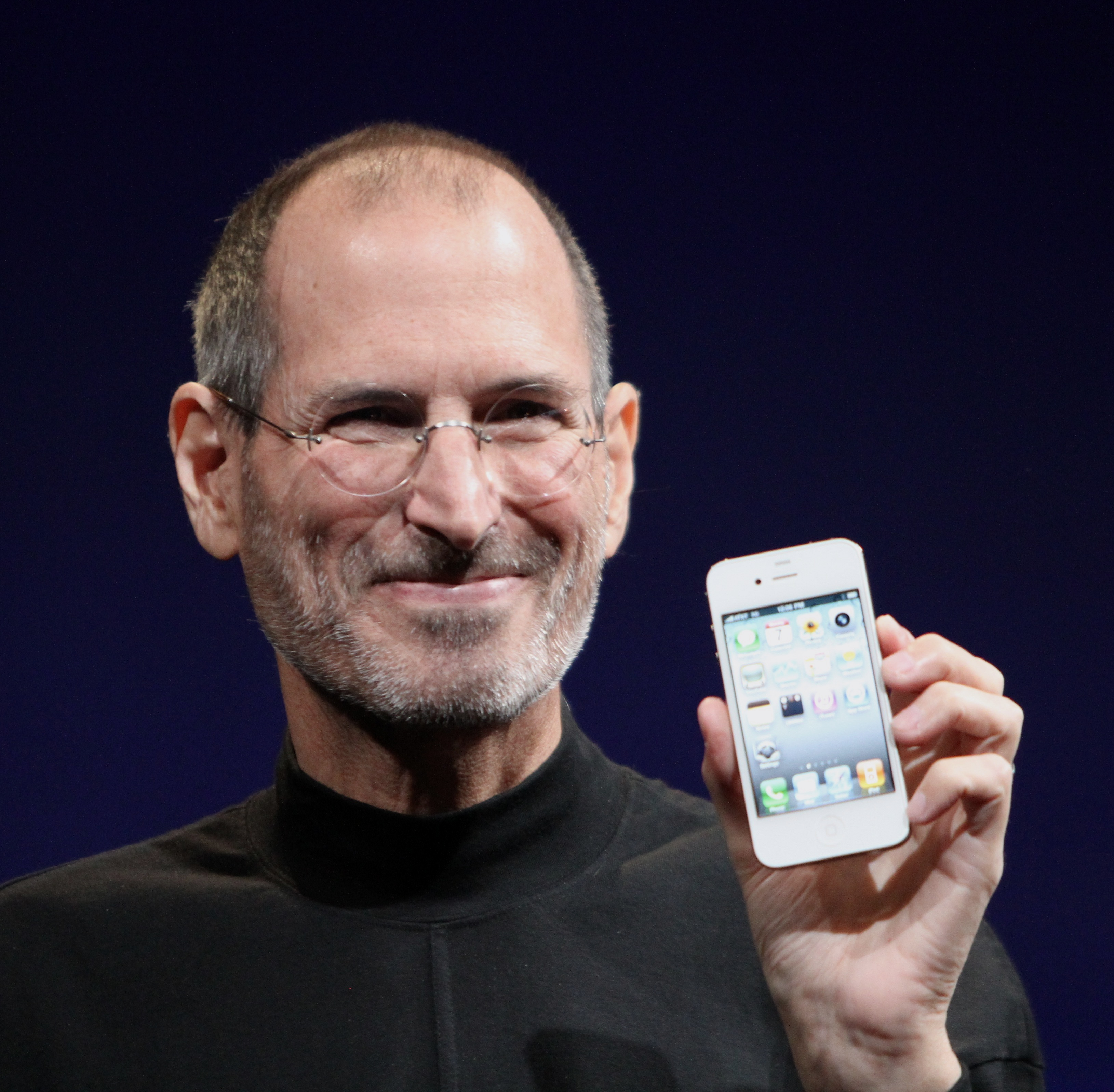
Steve Jobs, empresário estadunidense.

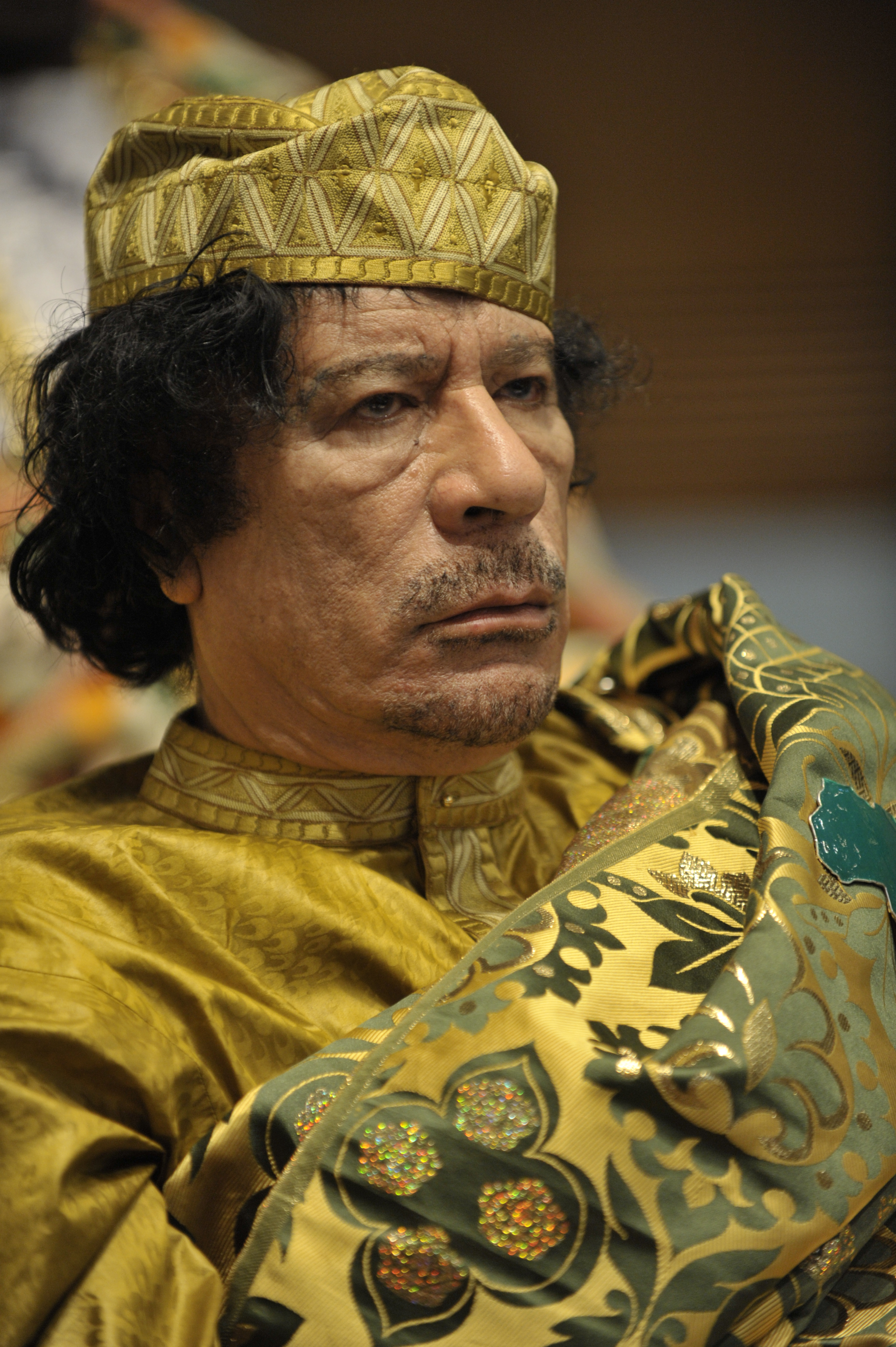
Muammar al-Gaddafi, político líbio.

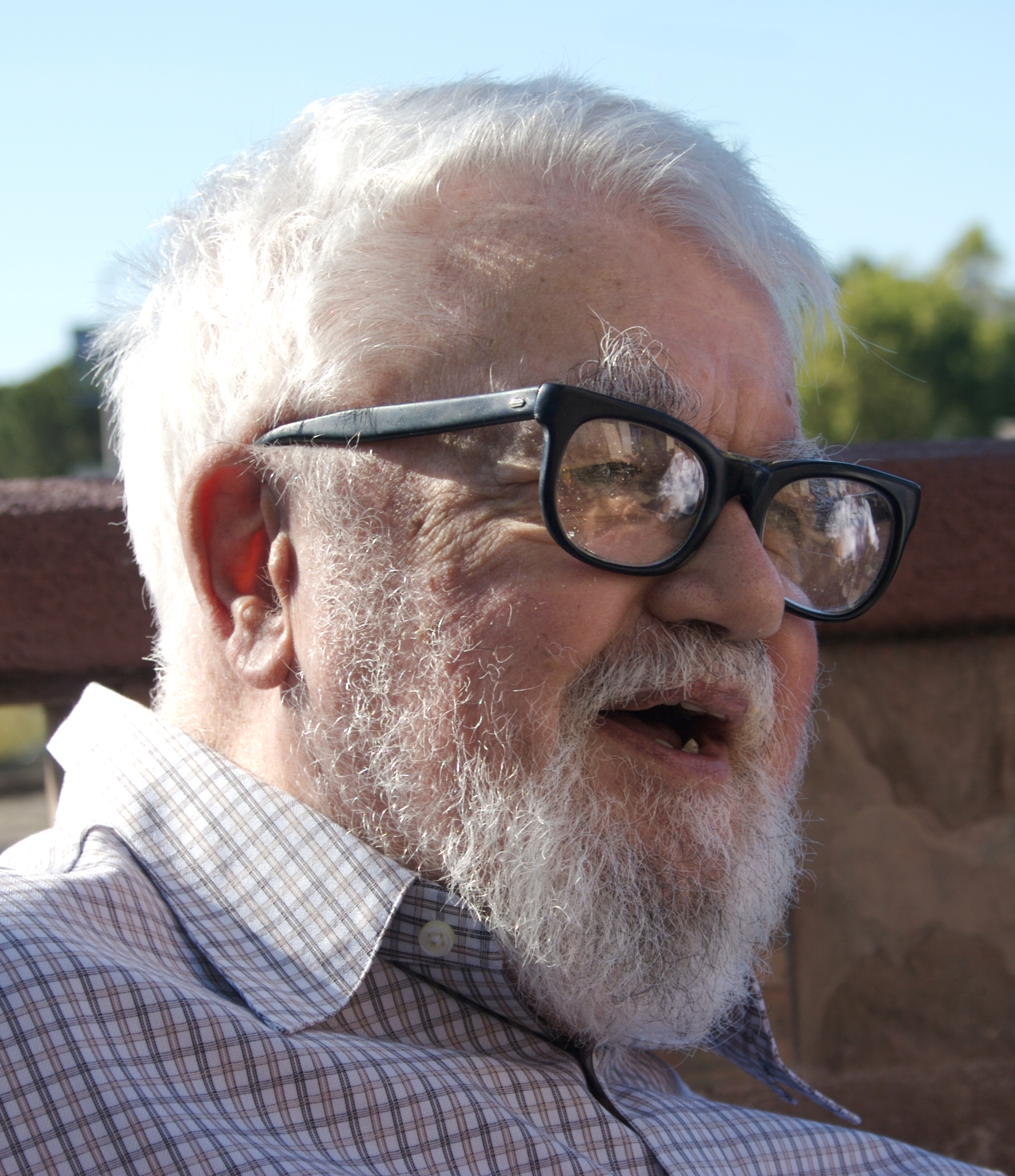
John McCarthy, informático estadunidense.

| Dia | Nome                          | Profissão ou motivo de reconhecimento | Nacionalidade        | Ano de nasc. | Ref    |
| --- | ----------------------------- | ------------------------------------- | -------------------- | ------------ | ------ |
| 1   | Linda Silva                   | Atriz                                 | Portugal             | 1942         | [ 1 ]  |
| 1   | Sven Tumba                    | Jogador de hóquei                     | Suécia               | 1931         | [ 2 ]  |
| 3   | Anésio Argenton               | Ciclista                              | Brasil               | 1931         | [ 3 ]  |
| 5   | Bert Jansch                   | Músico                                | Escócia              | 1943         | [ 4 ]  |
| 5   | Charles Napier                | Ator                                  | Estados Unidos       | 1936         | [ 5 ]  |
| 5   | Marcos Santarrita             | Escritor e tradutor                   | Brasil               | 1941         | [ 6 ]  |
| 5   | Steve Jobs                    | Fundador da Apple Inc.                | Estados Unidos       | 1955         | [ 7 ]  |
| 6   | Diane Cilento                 | Atriz                                 | Austrália            | 1933         | [ 8 ]  |
| 7   | George Baker                  | Ator                                  | Inglaterra           | 1931         | [ 9 ]  |
| 7   | Ramiz Alia                    | Ex-presidente de seu país             | Albânia              | 1925         | [ 10 ] |
| 8   | Luís Archer                   | Cientista e religioso                 | Portugal             | 1926         | [ 11 ] |
| 8   | Dennis Ritchie                | Cientista                             | Estados Unidos       | 1941         | [ 12 ] |
| 8   | Ingvar Wixell                 | Cantor de ópera                       | Suécia               | 1931         | [ 13 ] |
| 8   | Mikey Welsh                   | Músico                                | Estados Unidos       | 1971         | [ 14 ] |
| 8   | Roger Williams                | Músico                                | Estados Unidos       | 1924         | [ 15 ] |
| 9   | Pavel Karelin                 | Esquiador                             | Rússia               | 1990         | [ 16 ] |
| 10  | Albert Rosellini              | Político                              | Estados Unidos       | 1910         | [ 17 ] |
| 10  | Jagjit Singh                  | Músico                                | Índia                | 1941         | [ 18 ] |
| 10  | Ray Aghayan                   | Estilista e figurinista               | Irão/ Estados Unidos | 1928         | [ 19 ] |
| 11  | Frank Kameny                  | Ativista                              | Estados Unidos       | 1925         | [ 20 ] |
| 11  | José Vasconcellos             | Humorista                             | Brasil               | 1926         | [ 21 ] |
| 11  | Roberta Cowell                | Piloto e empresária                   | Reino Unido          | 1923         | [ 22 ] |
| 13  | Alberto Salvá                 | Cineasta                              | Espanha/ Brasil      | 1938         | [ 23 ] |
| 14  | Laura Pollán                  | Ativista                              | Cuba                 | 1948         | [ 24 ] |
| 14  | Leon Cakoff                   | Crítico de cinema                     | Síria/ Brasil        | 1948         | [ 25 ] |
| 16  | Dan Wheldon                   | Automobilista                         | Inglaterra           | 1978         | [ 26 ] |
| 17  | Manfred Gerlach               | Político                              | Alemanha             | 1928         | [ 27 ] |
| 18  | Andrea Zanzotto               | Escritor                              | Itália               | 1921         | [ 28 ] |
| 18  | Maurício Simões               | Treinador de futebol                  | Brasil               | 1963         | [ 29 ] |
| 18  | Wilson Fadul                  | Político                              | Brasil               | 1920         | [ 30 ] |
| 20  | Abu-Bakr Yunis Jabr           | Militar                               | Líbia                | 1952         | [ 31 ] |
| 20  | Gale Gillingham               | Jogador de futebol americano          | Estados Unidos       | 1944         | [ 32 ] |
| 20  | Moatassem Gaddafi             | Filho de Muammar Gaddafi              | Líbia                | 1977         | [ 33 ] |
| 20  | Muammar al-Gaddafi            | Ex-ditador de seu país                | Líbia                | 1942         | [ 34 ] |
| 22  | Sultão bin Abdul Aziz Al Saud | Nobre                                 | Arábia Saudita       | 1926         | [ 35 ] |
| 23  | Herbert Hauptman              | Matemático                            | Estados Unidos       | 1917         | [ 36 ] |
| 23  | John McCarthy                 | Cientista da computação               | Estados Unidos       | 1927         | [ 37 ] |
| 23  | Marco Simoncelli              | Motociclista                          | Itália               | 1987         | [ 38 ] |
| 27  | Luiz Mendes                   | Jornalista                            | Brasil               | 1924         | [ 39 ] |
| 28  | Bernardo Jablonski            | Ator                                  | Brasil               | 1952         | [ 40 ] |
| 28  | Hélio Fernandes Filho         | Jornalista                            | Brasil               | 1954         | [ 41 ] |
| 29  | Walter Vidarte                | Ator                                  | Uruguai              | 1931         | [ 42 ] |
| 31  | Alfred Hilbe                  | Político                              | Liechtenstein        | 1928         | [ 43 ] |
| 31  | Ali Saibou                    | Político                              | Níger                | 1940         | [ 44 ] |
| 31  | Flórián Albert                | Futebolista                           | Hungria              | 1937         | [ 45 ] |